# 1997 في إيران
فيما يلي قوائم الأحداث التي وقعت خلال عام 1997 في إيران.

## سياسة

### تعيين في المنصب
- 2 أغسطس – محمد خاتمي رئيس الجمهورية الإسلامية الإيرانية.
- 20 أغسطس – كمال خرازي قائمة وزراء خارجية إيران.

### انتهاء فترة المنصب
- 3 أغسطس – أكبر هاشمي رفسنجاني رئيس الجمهورية الإسلامية الإيرانية.

## أفلام
من الأفلام التي صدرت هذه السنة في إيران:
- 1 يناير – أطفال السماء من إخراج مجيد مجيدي.
- 1 يناير – طعم الكرز من إخراج عباس كيارستمي.

## مواليد

### يناير
- 2 يناير – عارف اغاسي
- 11 يناير – رضا جعفري
- 19 يناير – شهاب عادلي
- 27 يناير – علي شجاعي لاعب كرة قدم إيراني من مواليد 1997.

### فبراير
- 27 فبراير – نيما ميرزا زاد لاعب كرة قدم إيراني.

### أبريل
- 9 أبريل – أميد نورافكن لاعب كرة قدم إيراني.
- 15 أبريل – نيما طاهري
- 19 أبريل – عارف غلامي

### مايو
- 10 مايو – حسين ساكي لاعب كرة قدم إيراني.

### أغسطس
- 5 أغسطس – أمير روستائي

### ديسمبر
- 26 ديسمبر – علي شهسواري بور

## وفيات

### فبراير
- 18 فبراير – بزرك علوي (مواليد 1904)

### سبتمبر
- 29 سبتمبر – علي مراد فراشبندي (مواليد 1921) صحفي وكاتب ومؤرخ إيراني.

### نوفمبر
- 8 نوفمبر – محمد علي جمال زاده (مواليد 1892) كاتب إيراني.